# Hestina
Hestina är ett släkte av fjärilar. Hestina ingår i familjen praktfjärilar.

## Bildgalleri

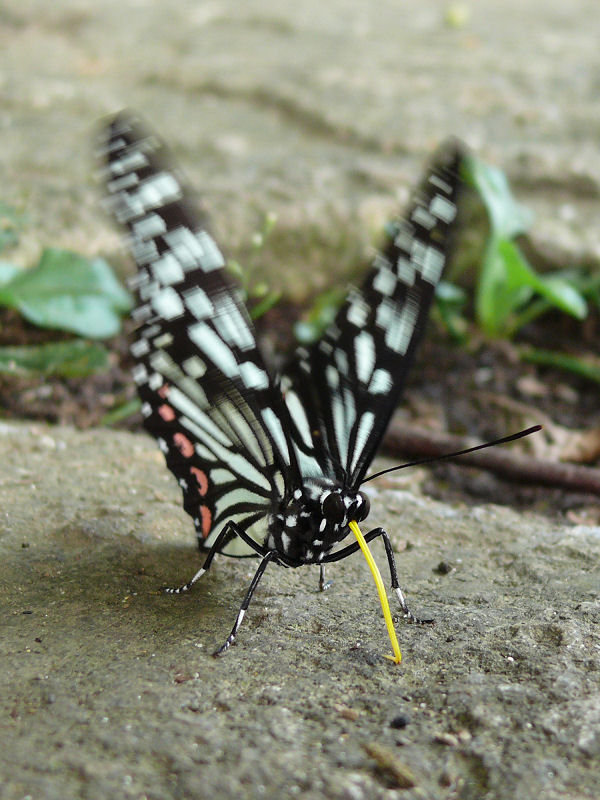
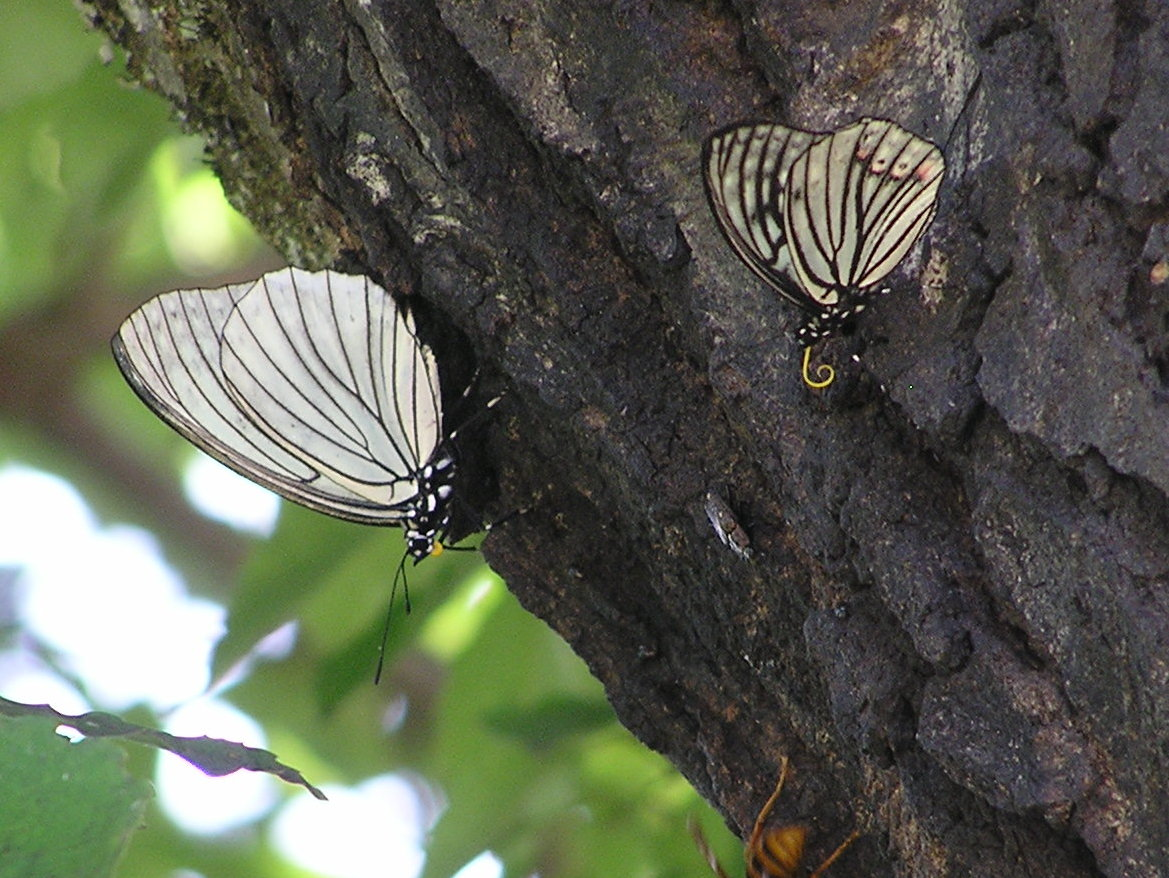
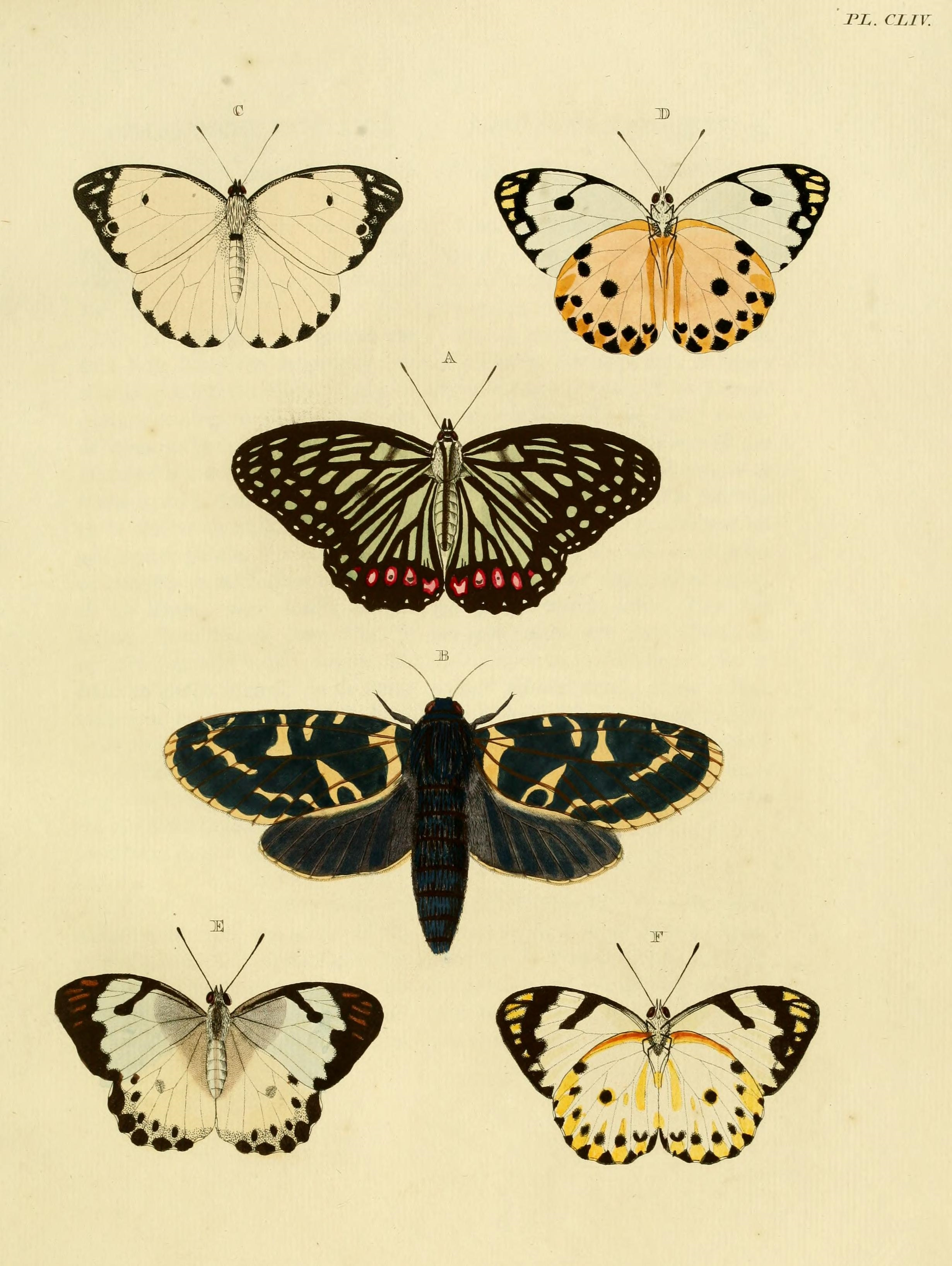
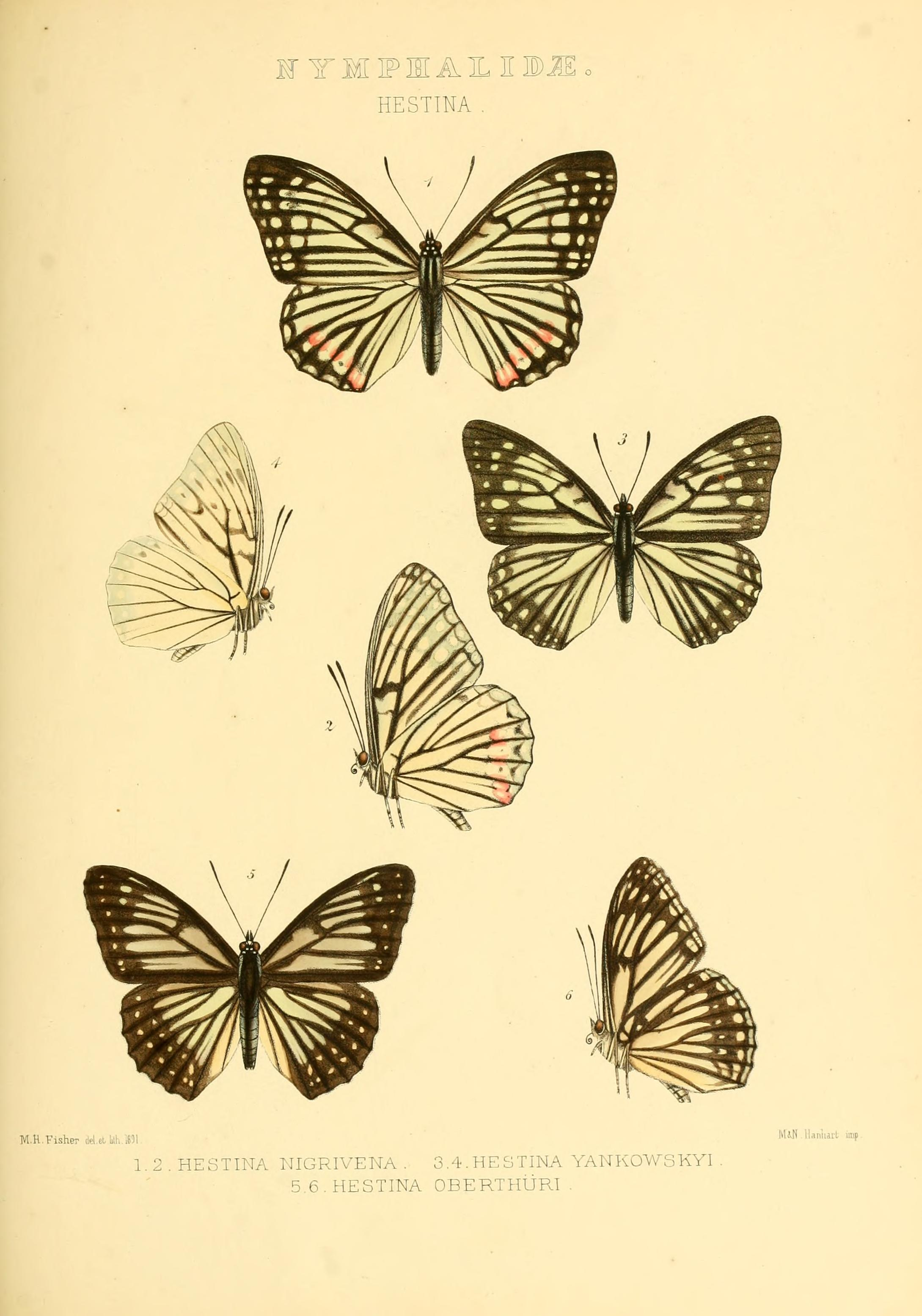
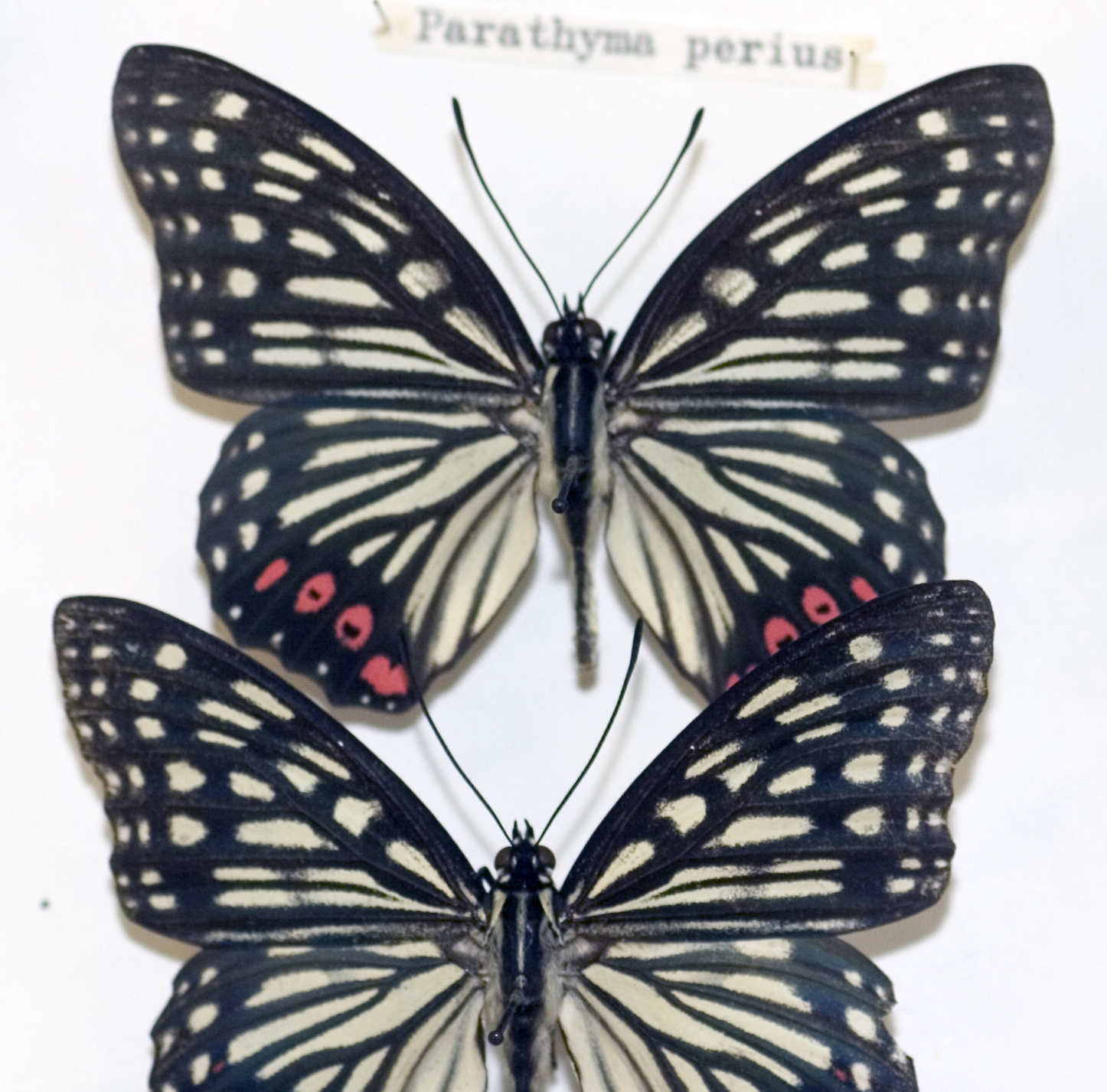
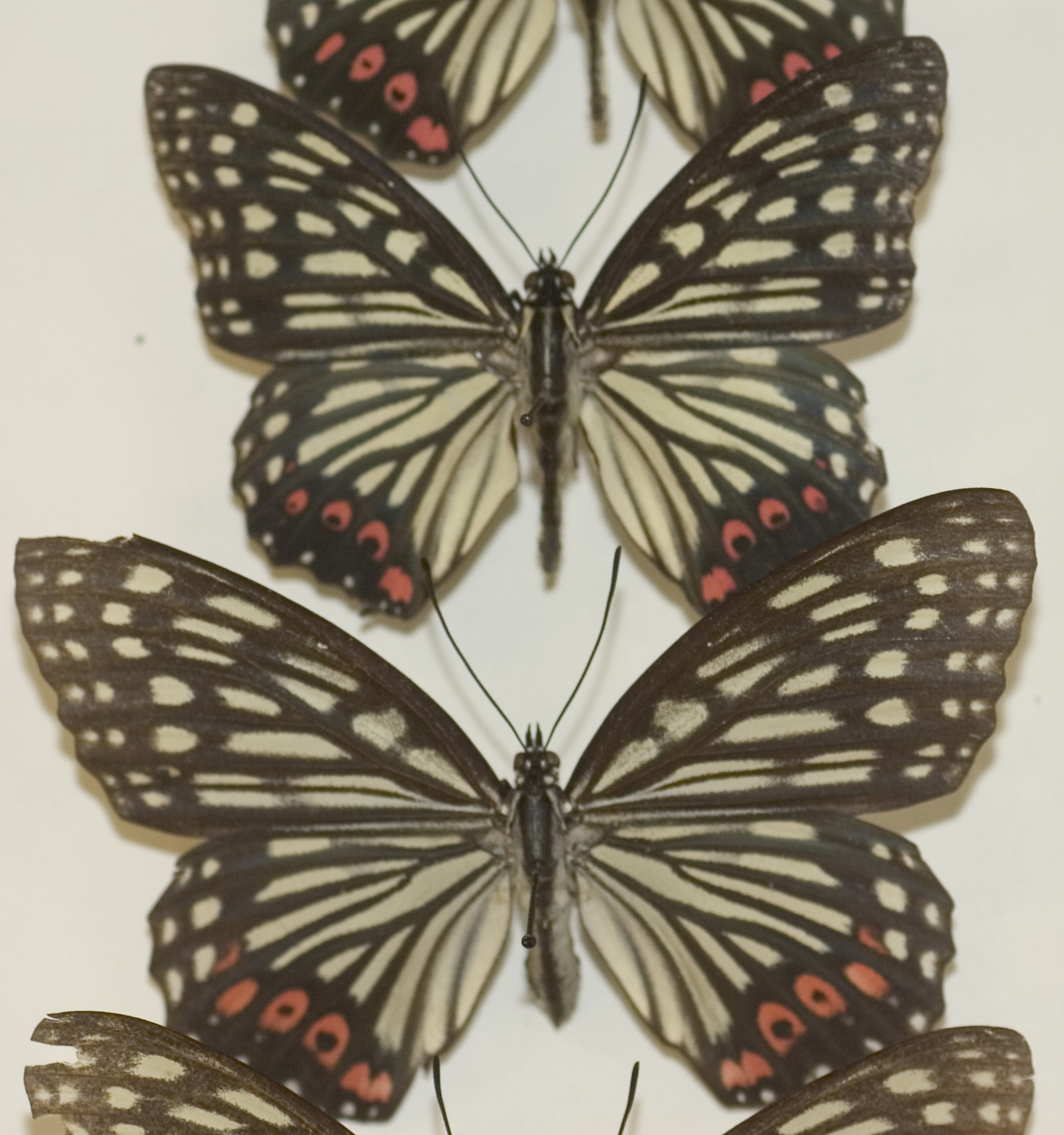

## Dottertaxa tillHestina, i alfabetisk ordning[1]
- Hestina albicans
- Hestina albidus
- Hestina aporina
- Hestina assimilis
- Hestina australis
- Hestina chinensis
- Hestina diagoras
- Hestina dissimilis
- Hestina formosana
- Hestina hirayamai
- Hestina horishana
- Hestina imperfecta
- Hestina intermedia
- Hestina japonica
- Hestina jermyni
- Hestina manja
- Hestina mena
- Hestina nicevillei
- Hestina nigrivena
- Hestina ouvrardi
- Hestina persimilis
- Hestina seoki
- Hestina shirakii
- Hestina subdecorata
- Hestina subviridis
- Hestina waterstradti
- Hestina viridis
- Hestina yankowskyi
- Hestina yata
- Hestina zella